# Przechowo
Przechowo – dzielnica Świecia nad Wisłą. Liczba ludności ok. 4 tys. Zlokalizowane są tutaj głównie zakłady przemysłowe (Mondi – przemysł papierniczy), mleczarnia, zakłady pasz treściwych "Provimi" oraz cegielnia.

## Historia
W pierwszej połowie listopada 1906 r. w miejscowej szkole elementarnej odbył się strajk dzieci przeciwko nauczaniu religii w języku niemieckim. Z uczestników strajku znane są nazwiska następujących dzieci: S. Schmidt, B. Kruszyński, Gołębiewska. Strajk był elementem znacznie większej akcji biernego oporu wobec pruskich władz szkolnych, która na przełomie 1906 i 1907 r. objęła ponad 460 (!) szkół w prowincji Prusy Zachodnie, czyli przedrozbiorowe Pomorze Gdańskie, Powiśle, ziemię chełmińską i ziemię lubawską oraz część Krajny. Inspiracją dla strajków pomorskich były wcześniejsze działania dzieci w prowincji wielkopolskiej, ze słynnym strajkiem we Wrześni (1901) na czele.
W latach 1954-1961 wieś była siedzibą gromady Przechowo, po jej zniesieniu włączona do miasta Świecie. 
30 listopada 2018 Generalna Dyrekcja Dróg Krajowych i Autostrad podpisała z firmą Strabag umowę na przebudowę drogi krajowej nr 91 w Przechowie. Kosztem blisko 78 mln zł (pierwotnie 71 mln zł) stara estakada wiosną 2019 została rozebrana i zastąpiona nową o długości 270 m, a ponadto przeprowadzono przebudowę całego układu drogowego, m.in. powstało rondo i podziemne przejście dla pieszych. Przewidywany pierwotnie termin oddania do ruchu nowego układu drogowego, przypadający na maj 2020, został przesunięty na koniec sierpnia 2020. Ostatecznie nastąpiło to 4 września 2020.